# Европско јуниорско првенство у америчком фудбалу 2015.
Европско јуниорско првенство 2015. је седмо издање континенталног шампионата за јуниоре у америчком фудбалу. Домаћин турнира је Немачка, а титулу освојену 2011. брани репрезнетација Аустрије. На првенству ће учествовати четири екипе, а утакмице се играју у Дрездену у јуну 2015.

## Квалификације
На шампионат су се директно квалификовале Аустрија као браницал титуле и Немачка као домаћин турнира. Остала два учесника биће позната након квалификационих турнира на којима учествује укупно десет екипа (Француска, Данска, Шведска, Финска, Холандија, Србија, Велика Британија, Италија, Шпанија и Русија).
Квалификанти су подељени према регионалној припадности у две групе од по четири тима, а домаћини турнира биће најбоље рангиране екипе из групе. Победници обе групе иду на шампионат у Немачкој.
| Прва група                                 | Друга група                                    |
| ------------------------------------------ | ---------------------------------------------- |
| Француска · Холандија · Србија · Италија · | Данска · Шведска · Финска · Велика Британија · |

### Групе и резултати
Репрезентације су подељене у две групе, а домаћини су Данска и Француска. Четврти учесници обе групе постали су Италија и Велика Британија након претквалификационог надметања против Русије, односно Шпаније.

#### Претквалификације
| Датум          | Место   | Селекција        | Селекција | Резултат |
| -------------- | ------- | ---------------- | --------- | -------- |
| 11. април 2015 | Бристол | Велика Британија | Русија    | 21:0     |
| 12. април 2015 | Торино  | Италија          | Шпанија   | 9:0      |

#### Турнир
| Датум       | Место | Селекција | Селекција        | Резултат |
| ----------- | ----- | --------- | ---------------- | -------- |
| 8. мај 2015 | Вејле | Данска    | Велика Британија | 31:19    |
| 8. мај 2015 | Вејле | Шведска   | Финска           | 12:0     |
| 8. мај 2015 | Песак | Француска | Италија          | 35:0     |
| 8. мај 2015 | Песак | Холандија | Србија           | 0:3      |

| Тимови              | И | Д | И | ДГ | ПГ | Бодови |
| ------------------- | - | - | - | -- | -- | ------ |
| 1. Данска           | 0 | 0 | 0 | 0  | 0  | 0      |
| 2. Финска           | 0 | 0 | 0 | 0  | 0  | 0      |
| 3. Шведска          | 0 | 0 | 0 | 0  | 0  | 0      |
| 4. Велика Британија | 0 | 0 | 0 | 0  | 0  | 0      |

| Тимови       | И | Д | И | ДГ | ПГ | Бодови |
| ------------ | - | - | - | -- | -- | ------ |
| 1. Француска | 0 | 0 | 0 | 0  | 0  | 0      |
| 2. Холандија | 0 | 0 | 0 | 0  | 0  | 0      |
| 3. Србија    | 0 | 0 | 0 | 0  | 0  | 0      |
| 4. Италија   | 0 | 0 | 0 | 0  | 0  | 0      |

## Учесници
| Учесници шампионата                                |
| -------------------------------------------------- |
| Немачка · Аустрија · Победник КВ1 · Победник КВ2 · |